# Langenstein (schweizerisches Adelsgeschlecht)

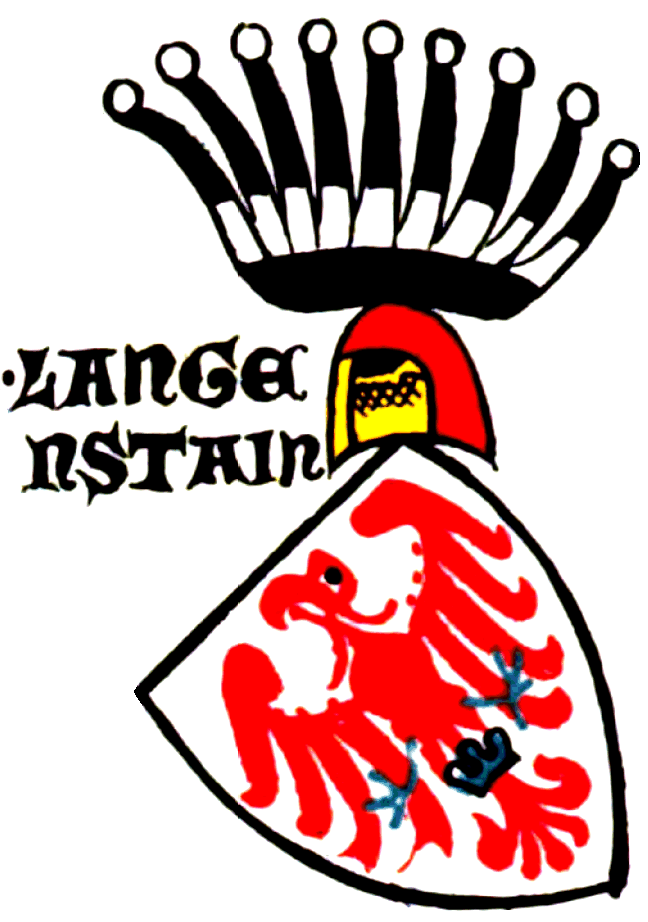
Wappen der Langenstain in der Zürcher Wappenrolle (ca. 1340)

Die Freiherren von Langenstein waren eine alteingesessene und sehr begüterte Adelsfamilie mit Stammsitz in Melchnau, Kanton Bern. Aus der Familie sind zwei Generationen fassbar. Sie gründeten 1194 das Kloster St. Urban, das dem Orden der Zisterzienser angehörte. Die Familie starb im frühen 13. Jahrhundert aus.

## Geschichte

### Ursprung und Verbreitung
Die Freiherren von Langenstein hatten ihren Stammsitz auf dem heutigen Schlossberg bei Melchnau im Kanton Bern. Dort wurde bei archäologischen Grabungen Spuren von Holzbauten nachgewiesen, die ins 10. oder 11. Jahrhundert zu datieren sind und zu einer ersten hochmittelalterlichen Befestigung gehört haben dürften. Der Name der Familie könnte abgeleitet sein vom Hügelzug des Schlossbergs, der möglicherweise von den Zeitgenossen als „langer Stein“ angesprochen wurde.
Ihre Eigengüter lagen im Tal der Rot und im benachbarten Tal der Langeten. Der Grundbesitz der Familie war vermutlich hervorgegangen aus einer Rodungsherrschaft im Grenzraum zwischen der Grafschaft Burgund im Westen und dem Alemannischen Einflussbereich im Osten.

### Wirken
Die erste fassbare Generation der Langenstein bestand aus fünf Geschwistern: Ritter Ulrich, den beiden Geistlichen Lütold und Werner I. sowie den beiden Schwestern Willebirk (Willbirgis) und Adelheid. Ulrich wird 1191 erwähnt als Eigentümer einer Kirche in Rot, dem heutigen Weiler Chlyrot in Untersteckholz. Dort waren seine beiden Brüder Werner I. als Chorherr und Lütold als Priester tätig. Ulrichs Ehefrau war Mechtild, die Witwe des Freiherrn Werner II. von Signau, der 1178 gestorben war.
Willebirk (erwähnt 1197) war verheiratet mit dem Freiherrn und Ritter Arnold von Kapfenberg (erwähnt um 1200). Ihre Schwester Adelheid (erwähnt von 1197 bis 1239) hatte den Freiherrn Burkhard von Balm zum Gemahl (erwähnt um 1201).
Ausgehend von der Kirche in Rot, die nach unbestätigten Aussagen schon um 1148 als Augustinerchorherrenstift gegründet worden sein soll, gründeten die drei Langensteiner Brüder zwischen 1191 und 1194 ein Zisterzienserkloster. Diethelm von Krenkingen, Bischof von Konstanz, bestätigte 1194 die Schenkung der Langensteiner an die Zisterzienser, die auch vom Generalkapitel des Ordens in Cîteaux angenommen wurde. Als Gründungskonvent schickte das Mutterkloster Lützel zwölf Mönche unter dem ersten Abt Konrad aus dem angesehenen südelsässischen Geschlecht der Biederthan.
Weil sich die Örtlichkeit in Rot offenbar zu wenig für ein Kloster eignete, zog der junge Konvent schon kurz nach 1194 um. Auch dabei waren die Klostergründer behilflich: Die Langensteiner konnten ihren Schwager Arnold von Kapfenberg dazu bewegen, dem Kloster zwei Höfe in Thundwil zu überlassen. Nach einer kleinen Waldkapelle, die dem Märtyrerpapst Urban I. gewidmet war, nahm das Kloster den Namen „St. Urban“ an. Thundwil ist die Stelle, wo sich das ehemalige Kloster St. Urban heute noch befindet.

### Erben
Freiherr Ulrich starb 1212. Er hinterliess mehrere Kinder, darunter eine Tochter Anna (vor 1197 bis vor 1224) sowie zwei Söhne: Werner II. (erwähnt vor 1212 bis 1214) und Heinrich (erwähnt vor 1212 bis nach 1234). Die Existenz eines weiteren Sohnes namens Cuno wird angezweifelt.
Mit Ulrichs Tochter Anna ist wahrscheinlich die Ehefrau des Ritters Ulrich I. (erwähnt vor 1218 bis vor 1224) aus der Familie der Freiherren von Grünenberg angesprochen. Sie brachte vermutlich als Erbtochter die wesentlichen Bestandteile des langensteinischen Eigengutes an die Grünenberg, während die anderen Verwandten der Langenstein wie beispielsweise die Balm ihre langensteinischen Mitgifte bereits eine oder mehrere Generationen zuvor erhalten hatten. Anna starb sieben Tage nach dem Tod ihres Mannes, nicht ohne zuvor noch zusammen mit ihren Söhnen, den Begründern der grünenbergischen Hauptlinien, dem Kloster St. Urban eine Vergabung gemacht zu haben.
In einer weiteren verwandtschaftlichen Beziehung der Langenstein, die urkundlich nicht fassbar ist, wurzelte der langjährige Konflikt um die Vorherrschaft im Marktort Langenthal in der zweiten Hälfte des 13. Jahrhunderts. Idda von Langenstein habe ihrem Ehemann Heinz von Luternau insbesondere die Burg Langenstein eingebracht. In die blutigen Auseinandersetzungen, bei denen auch das Kloster St. Urban von den Luternauern verwüstet wurde, waren die Nachkommen dieses Heinz von Luternau sowie die mutmasslichen Haupterben der Langenstein, Heinrich II. der Ältere und Markwart I. von Grünenberg, verwickelt.

## Wappen
Zum Wappen der Freiherren von Langenstein sind widersprüchliche Angaben vorhanden. Die wahrscheinlichste Blasonierung lautet: „Ein schreitender, roter Löwe in quer geteiltem blau-weissem Felde“. Dieses Wappen kommt erst ab dem 14. Jahrhundert vor und fehlt auf den verzierten Backsteinen des Klosters St. Urban aus dem 13. Jahrhundert. Somit würden die Klostergründer auf den St. Urbaner Wappenmustern gar nicht vorkommen. August Plüss vermutete aus diesem Grund, dass die Langensteiner auch den Sechsberg der Freiherren von Grünenberg führten.
In der Zürcher Wappenrolle kommt eine andere Darstellung vor: in Silber ein roter Adler, auf seinem Schwanz belegt mit einer blauen dreizackigen Freiherrenkrone.

## Reichenauer Ministerialenfamilie
Die Freiherren von Langenstein sind nicht zu verwechseln mit einer Ministerialenfamilie des Klosters Reichenau. Diese Familie bestand aus Arnold I. von Langenstein (erwähnt 1271 und 1272) und seinen Söhnen Hugo dem Jüngeren (erwähnt vor 1271 bis nach 1298), Berthold, Arnold II. und Friedrich. Sie schenkten 1271 die Insel Mainau, ein Lehen des Klosters Reichenau, eigenmächtig dem Deutschen Orden. 1272 richtet der Orden dort eine Kommende ein, in welche Hugo der Jüngere und ein weiterer seiner Brüder eintraten. Hugo war ein mittelhochdeutscher Dichter und verfasste eine umfangreiche Reimlegende über das Leben und das Martyrium der Heiligen Martina. Ihren Namen leitete die Familie von der Burg Langenstein im Hegau ab, dessen Bergfried heute als Untergeschoss Teil des Schlosses Langenstein ist.